# Corbeille de pêches avec un gobelet d'argent
Corbeille de pêches avec un gobelet d'argent est un tableau réalisé par le peintre français Jean Siméon Chardin vers 1759-1760. Cette huile sur toile est une nature morte qui représente quatre pêches entre un gobelet en argent, trois noix et du raisin. Achetée en 1986, l'œuvre est conservée au J. Paul Getty Museum, à Los Angeles, aux États-Unis. 